# Natrium-2-methylpropan-2-olat
Natrium-2-methylpropan-2-olat (im allgemeinen Sprachgebrauch Natrium-tert-butanolat oder veraltet Natrium-tert-butoxid) ist eine chemische Verbindung des Natriums aus der Gruppe der Alkoholate.

## Gewinnung und Darstellung
Natrium-2-methylpropan-2-olat kann durch Reaktion von tert-Butylalkohol mit Natriumhydrid gewonnen werden.

## Eigenschaften
Natrium-2-methylpropan-2-olat ist ein feuchtigkeits- und luftempfindliches, weißes bis hellbraunes geruchloses Pulver, das sich in Wasser zersetzt. Es zersetzt sich auch bei Erhitzung über 300 °C. Seine wässrige Lösung reagiert stark alkalisch. Er besitzt eine trigonale Kristallstruktur mit der Raumgruppe R3c (Raumgruppen-Nr. 161).

## Verwendung
Natrium-2-methylpropan-2-olat wird als starke und nicht-nukleophile Base verwendet. In der organischen Synthese dient es als Zwischenprodukt bei verschiedenen Reaktionen wie Kondensation, Umlagerung und Ringöffnung. Außerdem findet es Verwendung in Agrochemikalien, Arzneimitteln, Farbstoffen, Aromachemikalien, Reinigungsmitteln und Biodiesel. Es wirkt als Katalysator in Polymerisations- und Isomerisierungsreaktionen.
Die Verwendung als nicht-nukleophile Base wird häufig bei der Buchwald-Hartwig-Kupplung eingesetzt, wie in diesem typischen Beispiel: